# مرز سایه
مرز سایه (لهستانی: Smuga cienia) فیلمی درام به کارگردانی آندری وایدا است که در سال ۱۹۷۶ منتشر شد.
این فیلم برپایهٔ رمان «مرز سایه» اثرِ جوزف کنراد ساخته شده است و تولید آن در چهار کشور (لهستان، بریتانیا، بلغارستان، تایلند) انجام و در این شهرها فیلمبرداری شده است: گدنیا، ورشو، لندن، وارنا و بانکوک.

## بازیگران
- مارک کندرات
- تام ویلکینسون
- برنارد آرچارد
- استانیسواف تیم
- یژی زلنیک
- پیوتر گارلیتسکی
- ایرنا کارل
- ائوگنیوش پریویژینسف
- کشیشتف کومور